# François Couperin

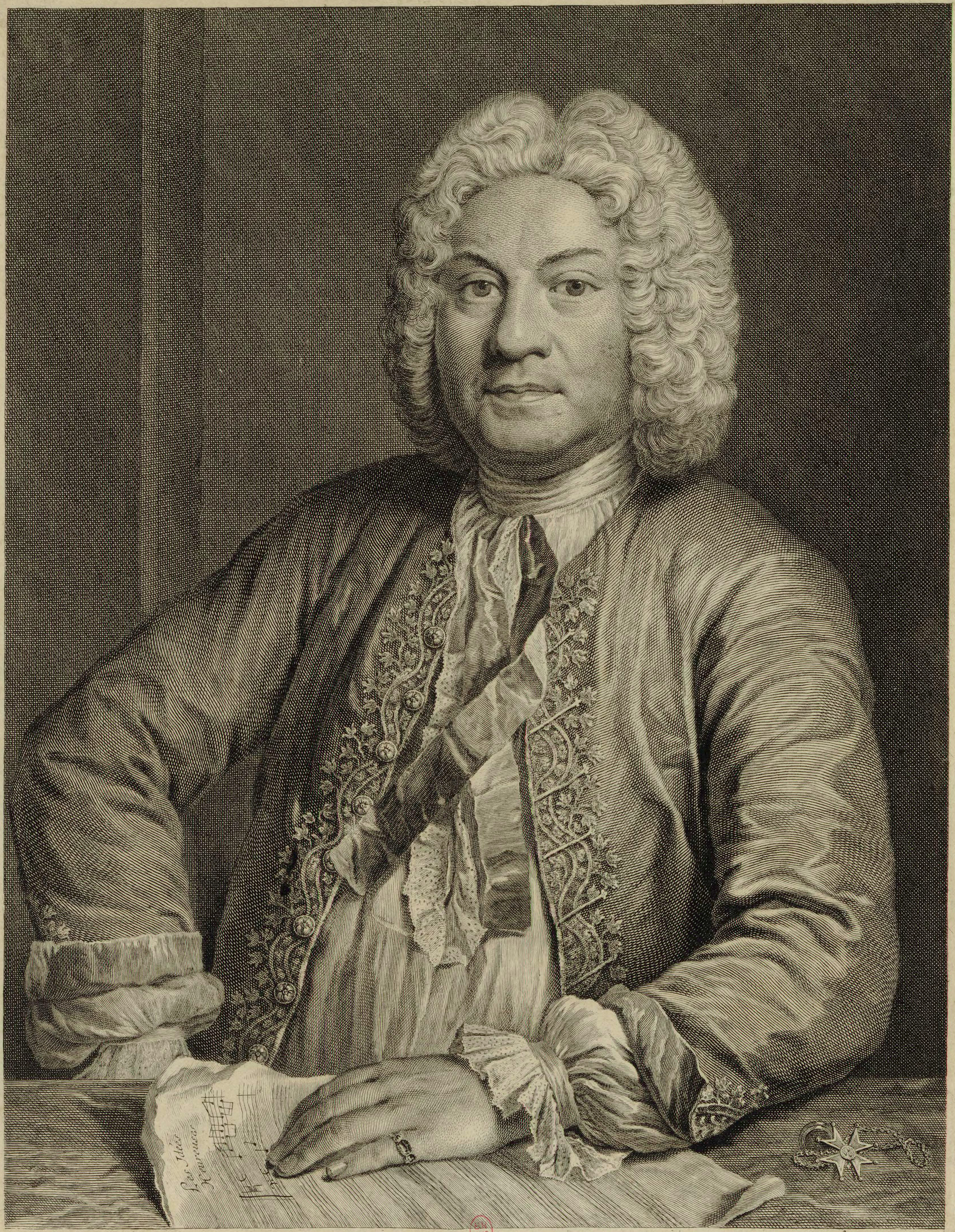
François Couperin, gravure door J.-J. Flipart. Onder zijn hand ligt het stuk "Les Idées Heureuses". Op de tafel het ereteken van de Orde van Sint-Jan van Lateranen

François Couperin (Parijs, 10 november 1668 – aldaar, 11 september 1733) was een Frans componist.
Hij is het belangrijkste en bekendste lid van de Couperin componistendynastie. Couperin, bijgenaamd 'Le Grand', wordt gerekend tot de meest vooraanstaande barokcomponisten, en met name van klavecimbelmuziek. Zijn klavecimbelmuziek wordt gekenmerkt door een sterk idiomatisch karakter, zowel voor wat betreft haar zeer persoonlijke stijl als voor de nauwe verbintenis ervan met de eigenschappen van het instrument. Naast zijn klavecimbelmuziek schreef Couperin orgelmuziek, religieuze en wereldlijke vocale muziek en kamermuziek. Bovendien publiceerde hij theoretische werken over het spelen van het klavecimbel (L'Art de toucher le clavecin) en over het begeleiden in de muziek Règles pour l'accompagnement.

## De Couperins
De Couperins waren afkomstig uit Chaumes-en-Brie: François' grootvader Charles was daar bekwaam amateurorganist van de plaatselijke kerk en van het klooster, zijn drie zoons Louis Couperin (1626-1661), François, bijgenaamd 'L'Ancien' (1631-1701) en Charles, de vader van François Couperin (1638-1679) maakten een muzikale carrière in Parijs. Louis als organist van de St. Gervais en later als een van de officiële organisten van Lodewijk XIV, François eveneens als organist en François Couperins vader als violist. Alle drie waren zij leerling van Jacques Champion de Chambonnières, met Jean-Henry d'Anglebert een van de belangrijkste vertegenwoordigers van de eerste Franse klavecimbelschool. Het was ook aan De Chambonnières te danken dat zij hun opstap konden maken in het professionele muziekleven. Na de dood van Louis volgde Charles zijn broer op als organist van de Saint-Gervais-Saint-Protais. In de organistenwoning van die kerk werd François Couperin geboren. François kreeg er waarschijnlijk de eerste muzikale beginselen geleerd van zijn vader.

## Organist van de Saint-Gervais-et-Saint-Protais

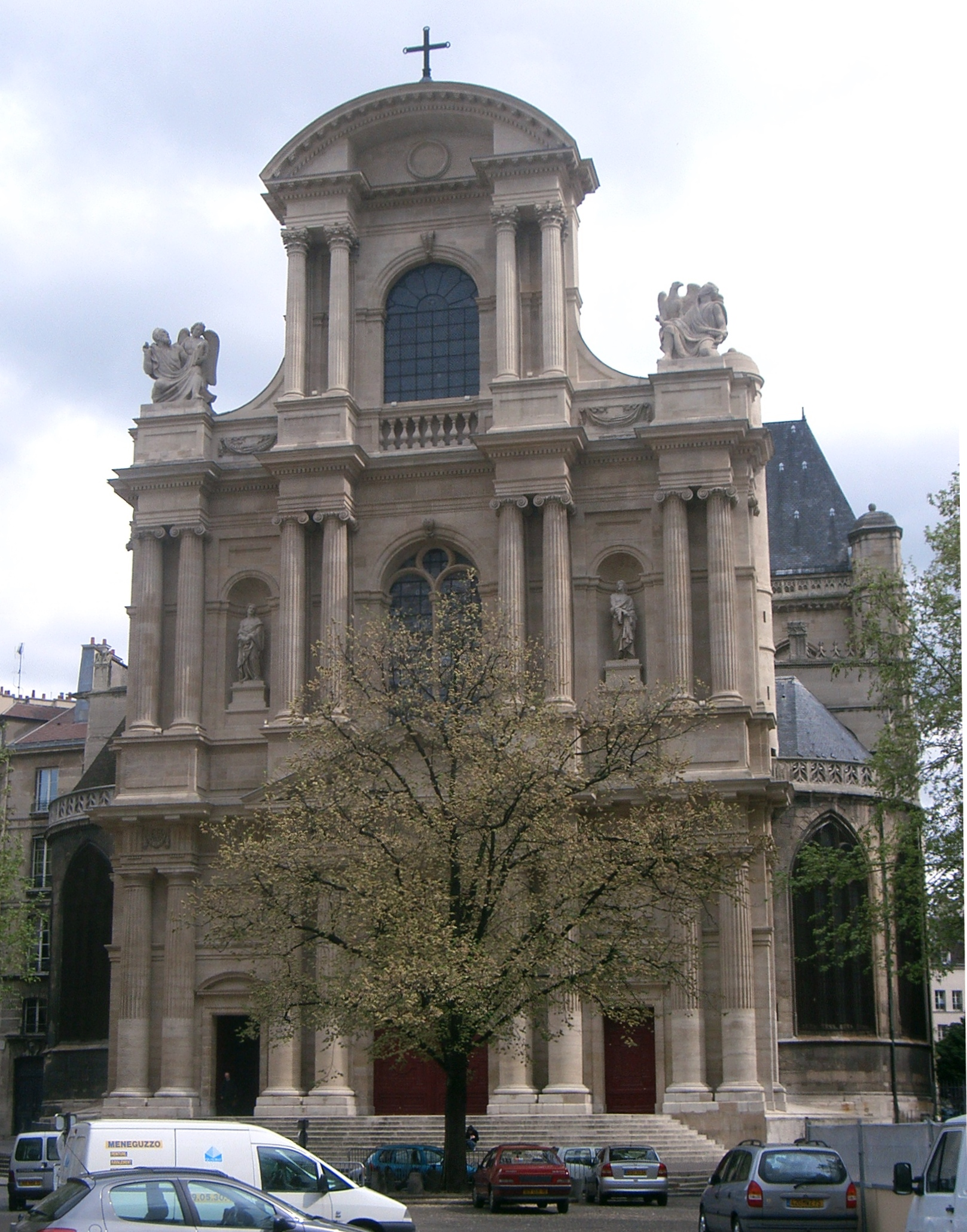
Saint-Gervais-et-Saint-Protais: façade
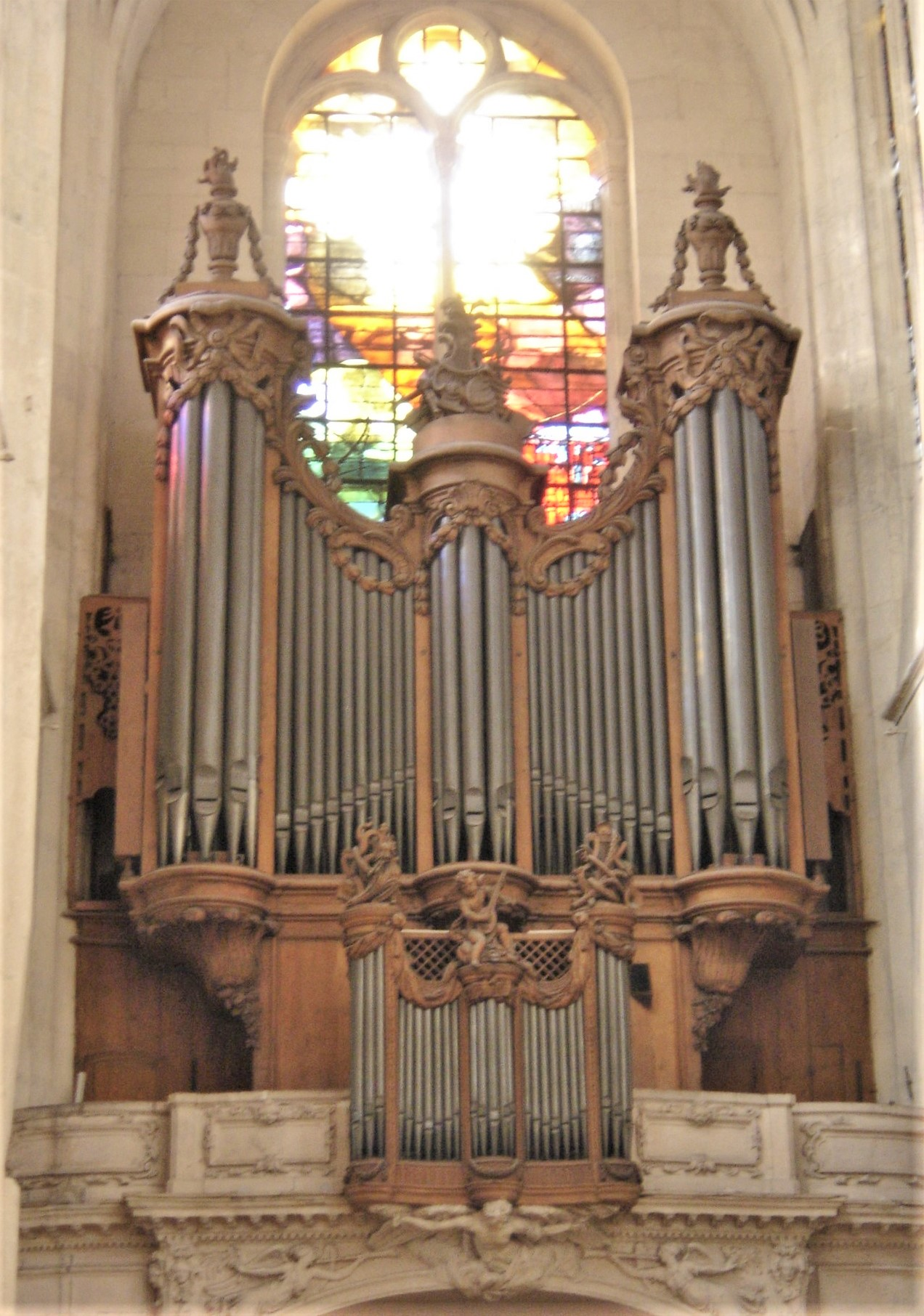
Saint-Gervais-et-Saint-Protais: orgel 17e en 18e eeuw
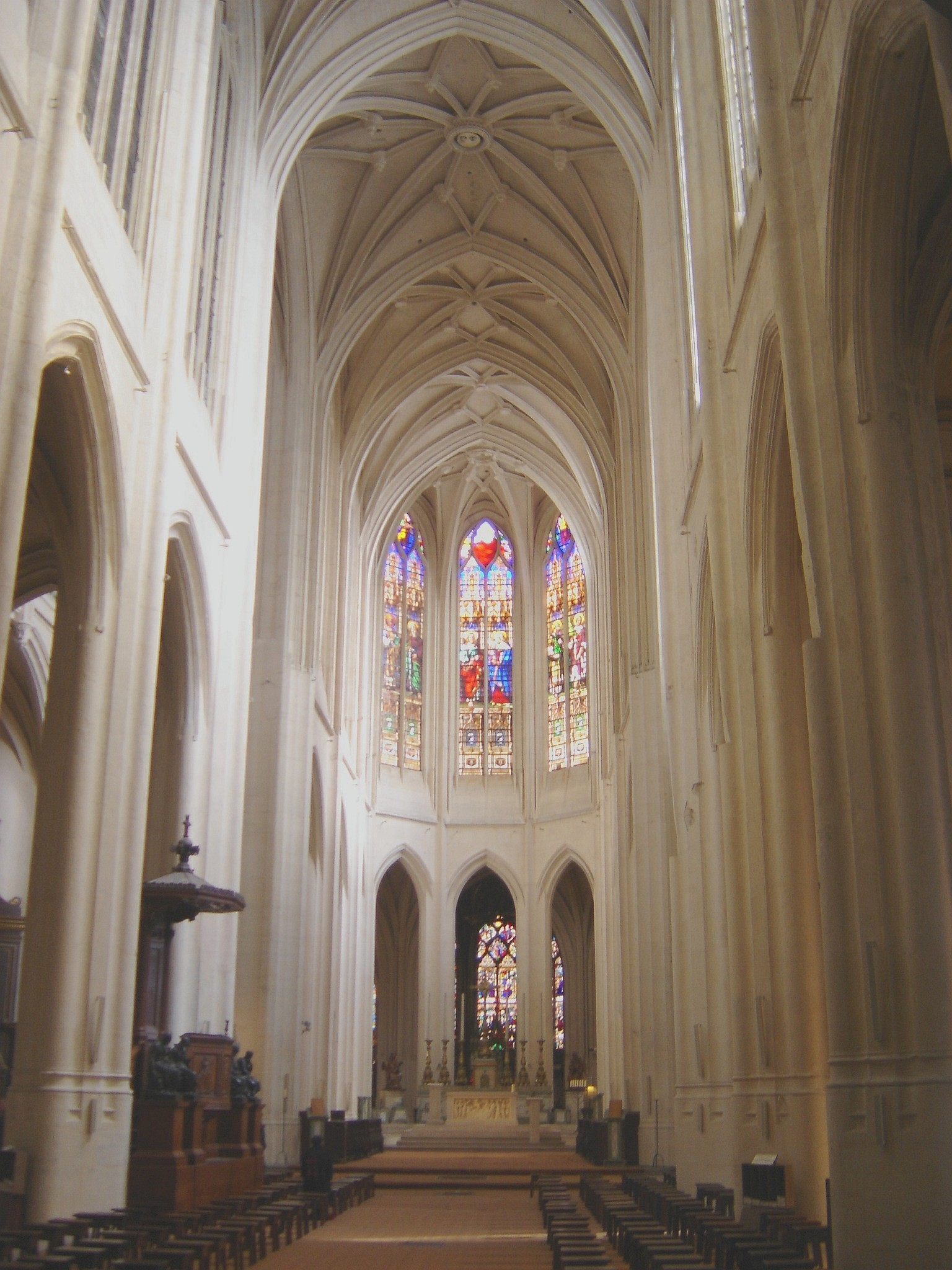
Saint-Gervais-et-Saint-Protais: schip

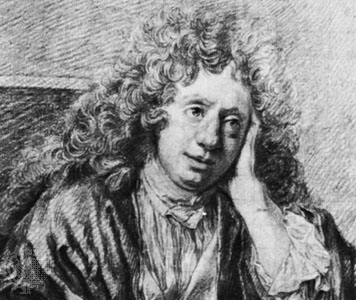
Michel-Richard Delalande

Charles Couperin overleed, net als zijn broer, op jonge leeftijd en de toen 10-jarige François Couperin erfde zijn vaders organistenpost aan de St. Gervais te Parijs. De organist Jacques Thomelin ontfermde zich over hem en bracht hem een solide basiskennis van het contrapunt bij, kennis die hij al vroeg ten toon spreidde in zijn eerste werk, de Pièces d'orgue (1690). Eigenlijk zou Couperin de post pas mogen bezetten als hij 18 was geworden, maar de interim-organist, Michel-Richard Delalande, had gezien zijn zware functie aan het hof er geen bezwaar tegen dat François Couperin al eerder geïnstalleerd werd. Met steun van Delalande verwierf Couperin in 1690 een 'privilège du Roi', een officiële vergunning, in dit geval voor het publiceren van muziek. Het jaar ervoor was hij getrouwd met Marie-Anne Ansault, die belangrijke familieconnecties had in het maatschappelijk leven: zo zijn de eerste twee klavecimbelboeken opgedragen aan belangrijke overheidsfunctionarissen. De goede connecties zorgden ervoor dat hij in 1693, als organist, toegang aan het hof kreeg, als opvolger van Thomelin, naast Jean-Baptiste Buterne, Guillaume-Gabriel Nivers en Nicolas Lebègue.

## Les goûts-réunis: de Franse en Italiaanse stijl verbonden

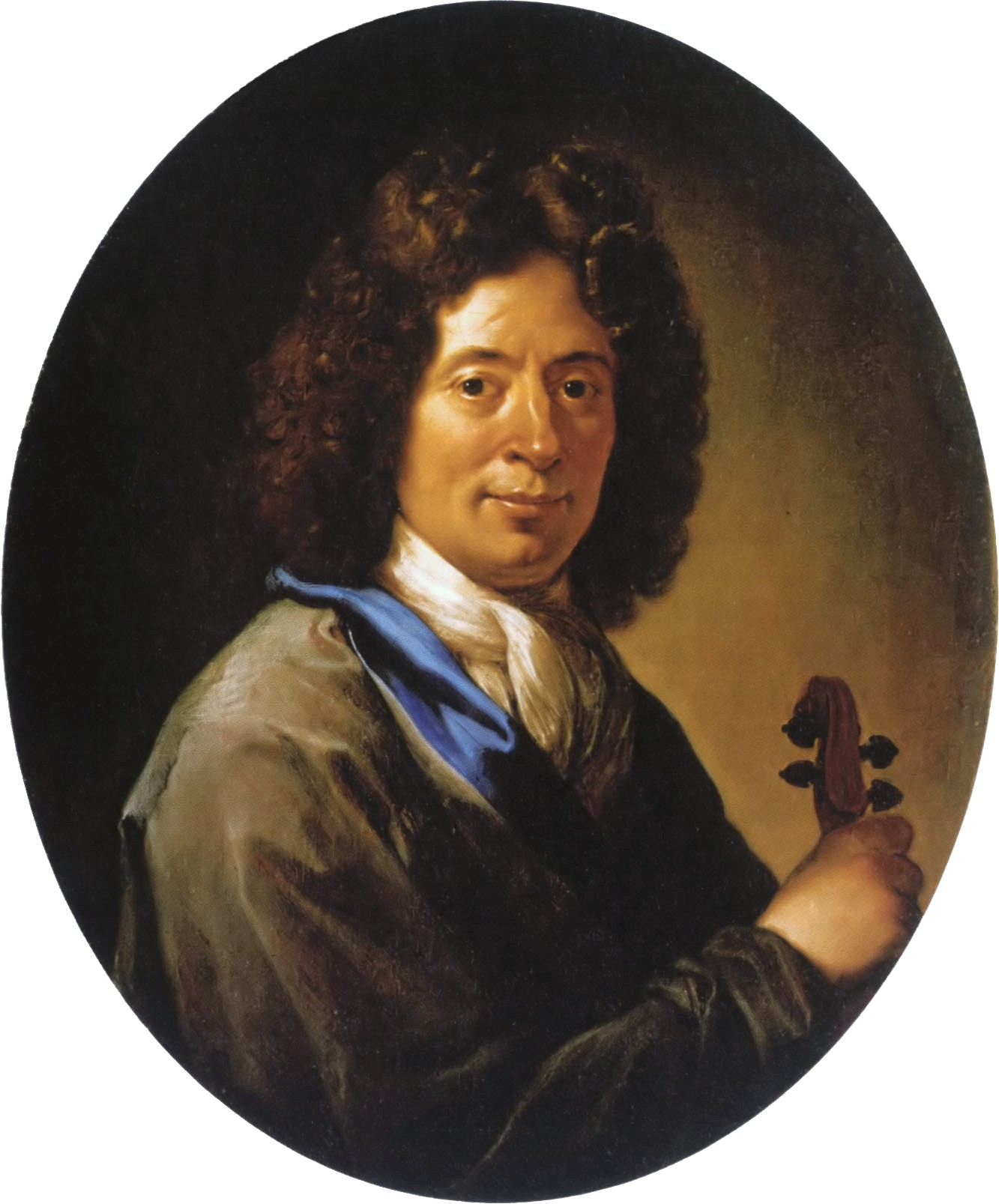
Arcangelo Corelli

Couperin werkte eind 17e eeuw ook aan een verzameling van zes sonates; behalve La Steinquerque, La sultane en La superbe werden de andere drie later in 1726, onder een andere naam, opgenomen in de verzameling Les Nations: La pucelle, La visionaire et L'Astrée (respectievelijk in Les Nations opgenomen als La Française, L'Espagnole en La Piémontoise). In het voorwoord van de sonates, waarvan hij de naam verfranste tot sonade, vertelt hij smakelijk over de oorsprong van de sonates. Het betrof zogenaamd nieuwe werken van een Italiaanse componist die hem door zijn neef Marc-Roger Normand Couperin, in dienst aan het hof van Napels, waren opgestuurd. Couperin maakte een anagram van zijn naam waaronder hij ze aanvankelijk wilde uitbrengen. De werken zijn Couperins eerste composities in navolging van de door hem zeer gewaardeerde Arcangelo Corelli, een bewondering die in 1724 zijn hoogtepunt bereikte met Le Parnasse, ou L'apotheose de Corelli. Italiaanse muziek was in Frankrijk door de invloed van de – overigens van origine Italiaanse – componist Jean-Baptiste Lully niet bon ton. In Italiaanse muziek had de viool een vooraanstaand plaats; in Frankrijk was de viool een instrument voor minstrelen en voor dansmeesters, huispersoneel of 'd'autres gens de labeur' (Beaussant, 66), de adel speelde luit of viola da gamba.

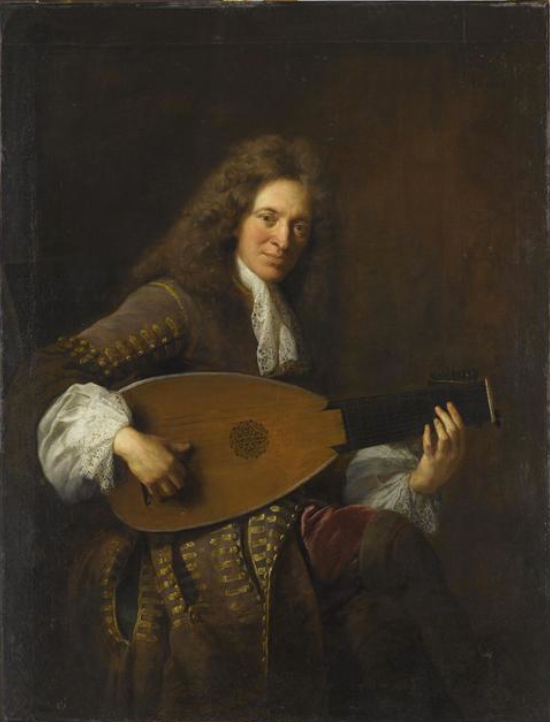
De luitcomponist Charles Mouton
Henriette de France, dochter van Lodewijk XV, met viola da gamba

De viool werd wel als ensemble-instrument voor opera en ballet gebruikt, maar niet als zelfstandig en volwaardig instrument. Het aandeel in de erkenning van de viool als serieus instrument door Couperin, van deze 'serviteur passionné de l'Italie' (deze toegewijde dienaar van Italië, zoals Lecerf hem noemde; geciteerd in Anthony), was daarmee in zekere zin baanbrekend in Frankrijk. Couperin slaagde er echter daarbij goed in een stijl te creëren met behoud van Italiaanse én Franse elementen in een juiste menging, waarlijk 'goûts réunis'.
Vooral in zijn motetten is de muzikaal evenwichtige wijze te zien waarop hij dit deed, zonder imitatie van 'la manière italienne'. Frans zijn de korte frases, het ritme en de melodische formules afkomstig uit de airs sérieux of dansen, de zorgvuldige versieringen, Italiaans de levendige muzikale beelden die de tekst ondersteunen en die de dramatiek helpen schilderen, de invoeging van vocalises in de melodielijn, de abrupte verandering van tonaliteit en de veelgebruikte chromatiek. Soms zijn delen puur Italiaans in stijl, soms heel Frans. Couperin schreef geen enkele grand motet, zoals Delalande, Lully of Campra deden, met hun volledige psalmzettingen met en hun veel pregnantere pracht en praal, maar had de voorkeur voor het weergeven van intiemere lyrische gevoelens binnen het petit motet (Anthony).

## Musicus aan het hof van Versailles
Couperins benoeming in 1693 als organiste du roi opende mogelijkheden en inkomsten die in het Frankrijk van toen nergens anders te behalen waren. Kort na zijn komst aan het hof werd hij belast met het geven van klavecimbellessen aan de kleinzoon van Lodewijk XIV, Lodewijk van Frankrijk, hertog van Bourgondië, en andere prinsen en prinsessen van den bloede, zoals Louis Alexandre, graaf van Toulouse, en diens zuster, Louise Françoise, bijgenaamd Mlle. de Nantes, beide kinderen van Madame de Montespan en Lodewijk XIV. Ook de dochters van Mlle. de Nantes kregen les van Couperin en leven nog voort in de klavecimbelstukken die hij aan hen opdroeg: la Bourbonnaise, la Charoloise en la Princesse de Sens. Al na drie jaar verwierf hij het – betaalde – privilege om zijn eigen wapen te voeren.
Vanaf 1700 werden Couperins muzikale activiteiten gevarieerder en nam hij deel aan concerten in Versailles, Fontainebleau en Sceaux. In 1717 waren de oogproblemen van D'Anglebert zo ernstig dat hij zijn functie als hofklavecinist moest neerleggen; Couperin werd als opvolger benoemd en vanaf dan was hij de Ordinaire de la Musique de la Chambre du Roi pour le Clavecin. Als hofcomponist was Couperin niet alleen verantwoordelijk voor kamermuziek (de Concerts royaux, gepubliceerd in 1722, en Les goûts-réünis, gepubliceerd in 1724), maar ook voor muziek voor de Chapelle royale.

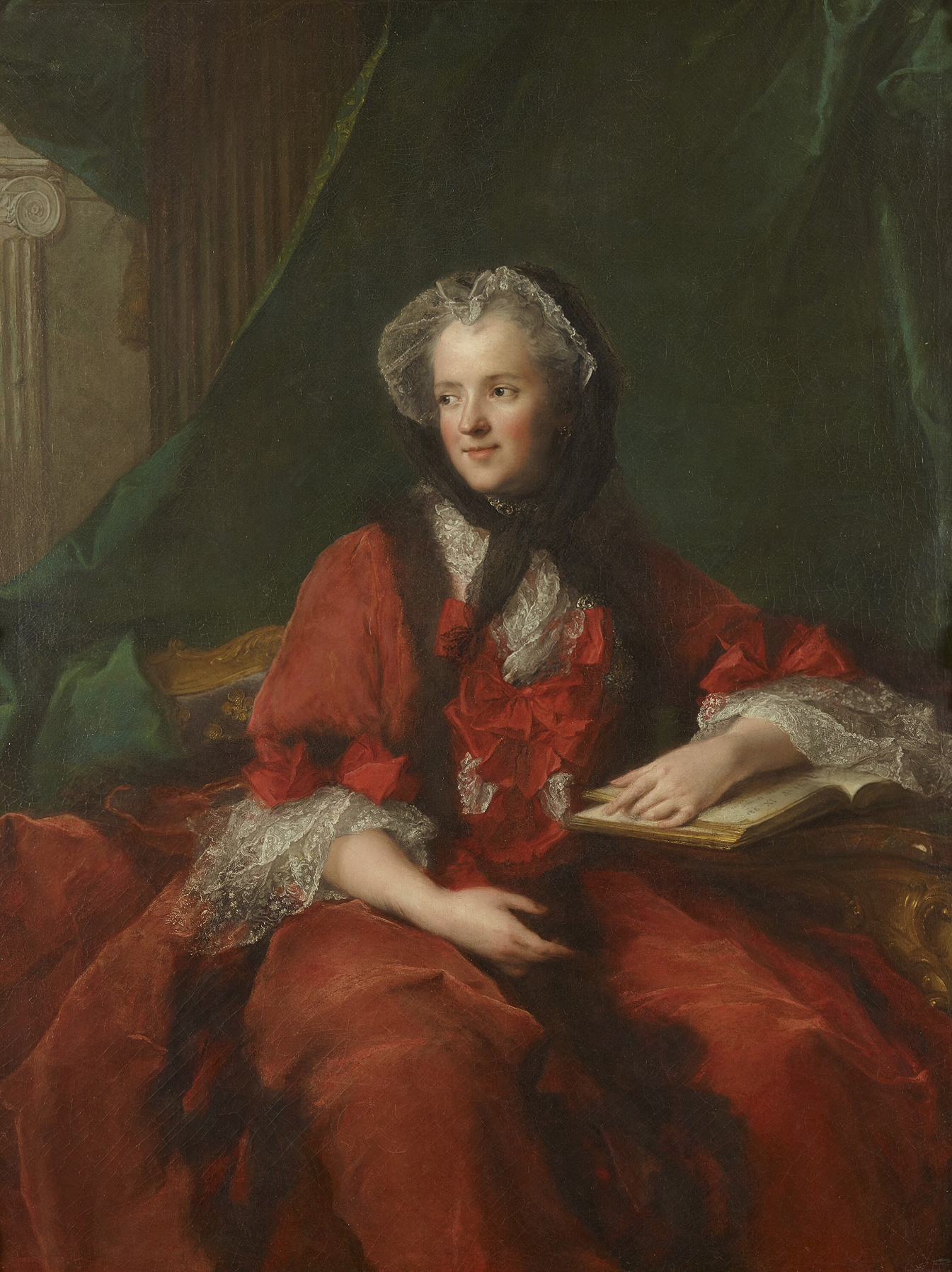
Marie Leszczyńska

De fameuze klavecimbelboeken – met in totaal ruim 240 stukken voor klavecimbel - verschenen vanaf 1713, nadat hij in dat jaar voor dertig jaar een drukvergunning had verkregen – genoeg, zo blijkt, voor de rest van zijn leven. Eerder circuleerden al klavecimbelstukken van Couperin in manuscriptvorm en de uitgever Ballard had al in 1707 stukken anoniem opgenomen in Pièces choisis pour le clavecin. Couperin rangschikte zijn stukken volgens toonaard, maar noemde zo'n ordening, als enige, niet suites of suites de pièces de clavecin, maar ordres.
Na de dood van Lodewijk XIV in 1715 zette Couperin zijn werkzaamheden aan het hof voort, o.a. met klavecimbellessen aan de Poolse prinses Maria Leszczyńska, echtgenote van de toekomstige koning Lodewijk XV en dochter van de verdreven Poolse vorst Stanislaus Leszczyński. La Princesse Marie uit het derde klavecimbelboek herinnert nog muzikaal aan haar.
In 1716 volgden het tweede klavecimbelboek en de L'Art de toucher le clavecin. Tussen het eerst en het tweede boek ligt als het ware een cesuur. Het Premier Livre de Clavecin uit 1713 is in stijl strenger en meer in lijn met de gangbare klavecimbelstijl in Frankrijk. Vanaf het tweede boek zijn de composities veel typischer en duidelijker 'Couperin': zeer sterk individuele karakterstukken met een zeer sterke melodie.
Ook de eerste drie Leçons de tenèbres kwamen in deze periode uit. Couperin had een serie van negen gepland; of ze ook alle daadwerkelijk zijn geschreven is onbekend, de laatste zes werden nooit gepubliceerd en ze zijn ook niet in manuscriptvorm overgeleverd.
Het derde klavecimbelboek verscheen in 1722, met daar in opgenomen de vier Concerts royaux. Les goûts réünis ou Nouveaux concerts kwamen in 1724 uit, doorgenummerd van vijf tot veertien, als een vervolg op de Concerts royaux. Dat veertiende concert was 'une grande Sonade en Trio intitulée Le Parnasse ou l'Apothéose de Corelli'. Die sonate werd in 1725 gevolgd door de logische tegenhanger: Concert intrumental sous le titre d'Apothéose composé à la mémoire immortelle de l'incomparable Monsieur de Lully. De Italiaanse en Franse smaak waren weer verenigd.
Zoals hierboven geschetst was, naast de luit, de viola da gamba (viole in het Frans) het instrument voor de adel en de opkomende voorname burgerij. Couperins aandeel in kwantiteit aan muziek voor dit instrument is niet groot, in kwalitatieve zin is het een hoogtepunt in het genre. In 1728 verschenen zijn Pièces de violes
In 1730 kwam zijn laatste en vierde klavecimbeldeel uit. In het voorwoord klaagt Couperin over zijn slechte gezondheid - overigens ook in de muziek: een titel uit de 26ste Orde is "La Convalescente" (de herstellende). Hetzelfde jaar gaf Couperin zijn beide hofverplichtingen op; zijn dochter Marguerite-Antoinette nam de klavecimbeltaken over, Guillaume Marchand, Louis Marchands zoon, de taken in de koninklijke kapel. Drie jaar later, op 11 september 1733, overleed François Couperin in Parijs.
Kort voor zijn dood had Couperin zijn privilege verlengd om het drukken van zijn niet-gepubliceerde werken mogelijk te maken. Niemand van zijn erfgenamen heeft die taak uitgevoerd en daarmee is een belangrijk deel van zijn werken verloren gegaan. Er is van Couperin weinig materiaal overgebleven dat enig inzicht geeft in de persoon Couperin. Er is geen correspondentie bewaard gebleven; brieven die hij met Bach uitgewisseld zou hebben, zouden als jampotafsluitingen zijn gebruikt. Impressies van tijdgenoten zijn zeldzaam en hij was ook niet de man die een opvallende rol speelde in het toenmalige societyleven.

## Waardering
Op het hoogtepunt van zijn muzikale carrière werd Couperin beschouwd als een klavecimbel- en orgelcomponist en –leraar die zijn gelijke niet had. Ook internationaal was hij bekend; Johann Sebastian Bach nam zijn Les Bergeries (6e ordre, tweede boek) op in het Notenbüchlein für Anna-Magdalena Bach. Naast zijn functie aan het hof, die voor het eerste kwartaal van het jaar gold (de andere drie kwartalen waren de drie andere musici-componisten in functie), moest Couperin ook zijn verplichtingen in de St.Gervais vervullen. Een druk leven, wat voor hem, zoals hij in het voorwoord aangeeft, de late verschijning van zijn eerste klavecimbelboek verklaarde.
In Frankrijk droegen tijdgenoten – Nicholas Siret, Louis-Antoine Dornel, Michel Pignolet de Montéclair – werken aan hem op.

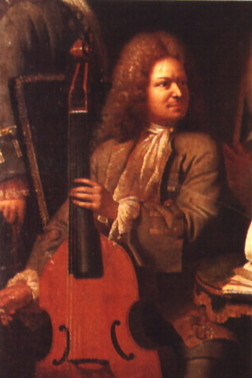
Antoine Forqueray

Antoine Forqueray vernoemde een van zijn gambastukken naar hem; en Couperin op zijn beurt een van zijn klavecimbelstukken naar hem, La Superbe ou la Forqueray in de 17e ordre uit het derde boek. Ook latere componisten droegen werken aan hem op: Claude Debussy zijn Études en Maurice Ravel zijn Le tombeau de Couperin. Johannes Brahms bezorgde, samen met Chrysander, de eerste volledige uitgave van Couperins klavecimbelwerk. Richard Strauss arrangeerde klavecimbelwerken voor zijn Suite voor klein orkest uit 1923.
Belangstelling voor Couperin is in Nederland beduidend lager dan elders en als het hier dan belangstelling voor een Couperin is dan is het voor zijn oom Louis Couperin. Het sterk sensuele van François Couperins muziek, met gevoel voor humor en niet volledig gericht op strenge bezinning, maakt dat het soort composities dat Couperin schreef - en die van trouwens veel van zijn Franse tijdgenoten en latere barok- en roccococomponisten - door Nederlandse barokmuziekliefhebbers, al te snel en gemakkelijk, afgedaan worden als wuft en/of oppervlakkig.
Couperins theoretische werk L'Art de Toucher le Clavecin (De kunst het klavecimbel te bespelen) is van onschatbare waarde, omdat het zowel de zienswijze van een vroeg-18e-eeuwse componist zelf geeft op de wijze hoe hij zijn werk uitgevoerd wil zien, maar bovendien omdat het een schat aan informatie geeft over de uitvoeringspraxis van klaviermuziek uit de barok en die van de Franse in het bijzonder. Het werk is in een sympathieke, bijna aandoenlijke stijl geschreven waarin de lezer direct wordt aangesproken en omvat een allemande en acht preludes.
Couperin is niet de componist van grootse muziek-architectonische constructies als Bachs Kunst der Fuge of Beethovens Hammerklavier-sonate, maar de grootmeester van de muzikale inventie op de vierkante centimeter, een miniaturist, die in staat was binnen een betrekkelijk kort muzikaal bestek een sfeer neer te zetten die zijn gelijke niet heeft.

## Werken

### Religieuze vocale muziek
- Laudate pueri dominum. Motet de Psaume CXIII, voor twee sopranen en bas, 'Symphonie' voor twee violen, en basso continuo (ca. 1693-97)
- Quatre versets du Motet de Psaume CXVIII, composé de l'ordre du roy (1703), gevolgd door Qui dat nivem. Verset du Motet de l'année dernière (1702)
- Sept versets du Motet de Psaume LXXXV, composé de l'ordre du roy (1704)
- Sept versets du Motet de Psaume LXXXIX, composé de l'ordre du roy (1705)
- Elevations:
  - Audite omnes et expanescite, voor haute-contre, 'Symphonie' voor twee violen, en bc
  - Victoria: Christi resurgenti. Motet pour le jour de Pâques (1679-80), voor twee sopranen en bc
  - O mysterium ineffabile, voor sopraan, bas en bc
  - O amor, O gaudium, voor haute-contre, tenor, bas en bc
  - O Jesu amantissime, voor haute-contre, tenor en bc
  - Veneti exultemus Domine, voor dessus, bas-dessus en bc
  - Quid retribuam tibi Domine, voor haute-contre en bc
  - Magnificat, voor twee dessus en bc
  - O Domine quia refugium. Motet (op psalm 90; 1679-80), voor twee basses-tailles, bas en bc
  - Dialogus inter Deum et hominem: Accedo ad te mi Jesu (1679-80), voor haute-contre, bas en bc
  - Laetentur coeli. Motet de Saint Barthélemy, voor twee dessus en bc
  - Festiva laetis cantibus. Motet de Sainte Anne (1679-80), voor dessus, haute-contre, bas en bc
  - Jucunda vox Ecclesiae. Motet de Saint Augustin (1679-80), voor twee sopranen, bas en bc
- 'Le manuscript de Toulouse' omvat:
  - Tantum ergo sacramentum (1679-80), voor twee dessus, bas en bc
  - Domine salvum fac regum (1679-80), voor dessus, bas en bc
  - Lauda Sion salvatorem, elevation (1679-80), voor twee dessus en bc
  - Respice in me (1679-80), voor haute-contre en bc
  - Salve regina (1679-80), voor haute-contre en bc
  - Regina coeli laetare (1679-80), voor twee dessus en bc
  - Usquequo, Domine (1679-80), voor haute-contre en bc
  - Ad te levavi oculos meos, voor bas, twee violen en bc
  - Veni, veni, sponsa Christi. Motet pour Ste. Suzanne (1679-80), voor sopraan, haute-contre en bas, 'Symphonie' voor twee violen, en bc
- Leçons de tenèbres à 1 et 2 voix (tussen 1713 en 1717):
  - nr. 1 Incipit Lamentation Jeremiae Prophetae, voor sopraan en basso continuo
  - nr. 2 Et egressus est a filia, voor sopraan en bc
  - nr. 3 Manum suam misit hostis, voor twee sopranen en bc
- Exultent superi. Motet de Ste. Suzanne (1679-80), voor sopraan, haute-contre, bas en bc
- Ornate aras (1679-80; incompleet), voor haute-contre en bc
- Resonent organa. Motet pour Sainte Cécile (1679-80; incompleet), voor twee sopranen, bas, twee violen en bc
- Salvum me fac Deus (1679-80), voor bas, twee violen, twee fluiten, basse de viole en bc

### Wereldlijke vocale muziek
Voornamelijk opgenomen in de Recueil d'airs sérieux et à boire (1679-1712)

#### Sololiederen
- Qu'on ne me dise. Air sérieux (1697), voor tenor en bc
- Doux liens de mon coeur. Air sérieux (1701), voor sopraan en bc
- Zephire, modere en ces lieux (1711), voor sopraan en bc

#### Duetten
- Epitaphe d'un paresseux: Jean s'en alla comme i'il e'toit venu. Air à boire (1706), voor sopraan, bas en bc
- A l'ombre d'un moreau. Air sérieux (1711), voor twee sopranen en bc
- La pastorelle: Il faut aimer. Air sérieux (1711), voor tenor, bas en bc
- Les Solitaires: Dans l'isle de Cythere. Air sérieux (1711), voor sopraan, bas en bc
- Les Pellerines: Au temple de l'amour. Air sérieux (1712), voor sopraan, bas en bc

#### Trio's
- Trois vestales champetres et trois Poliçons: Quel bruit soudain. Trio en dialogue (1710), voor drie sopranen
- Vaudeville: Faisons du temps. Air sérieux (1712), voor twee sopranen, bas en bc
- La femme entre deux draps. Canon à 3, voor drie sopranen
- A moy! Tout est perdu! Canon à 3, voor drie sopranen

### Kamermuziek
- Concerts royaux (opgenomen in het Troisième livre de pièces de clavecin; 1722)
- Les goûts-réunis ou Nouveaux concerts (1724), met daarin:
  - 8e concert dans le goût théatral
  - 9e concert intitulé Ritratto dell'Amore
  - 12e concert à 2 violes ou autres instruments à l'unisson
  - 13e concert à 2 instruments à l'unisson
- Le Parnasse, ou L'apothéose de Corelli, grande sonade en trio (in Les goûts-réunis; 1724)
- Concert instrumentale sous le titre d'Apothéose composé à la mémoire immortelle de l'incomparable Monsieur de Lully (1725)
- Les nations: sonades et suites de simphonies en trio (1726):
  - La Française (La pucelle);
  - L'Espagnole (La visionnaire);
  - L'Impériale;
  - La Piémontoise (L'astrée)
- Pièces de violes avec la basse chifrée (1728)
- La pucelle (ca. 1693; opgenomen in Les nations als La Française)
- La visionnaire (ca. 1693; opgenomen in Les nations als L'Espagnole)
- L'astrée (ca. 1693; opgenomen in Les nations als La Piémontoise)
- La Steinquerque (ca. 1693)
- La superbe (ca. 1693)
- La sultane (ca. 1693)

### Klavecimbelmuziek
- Pièces de clavecin. Premier livre (1713): ordre 1 t/m 5
- L'art de toucher le clavecin, met een allemande en 8 préludes (1716, herzien in 1717)
- Second livre de pièces de clavecin (1716-17): ordre 6 t/m 12
- Troisième livre de pièces de clavecin (1722): ordre 13 t/m 19
- Quatrième livre de pièces de clavecin (1730): ordre 20 t/m 27

### Orgelmuziek
- Pièces d'orgue consistantes en deux messes: 'à l'usage ordinaire des paroisses': 'propre pour les convents de religieux et religieuses' (1690)

### Theoretische werken
- L'art de toucher le clavecin (1716, herzien in 1717)
- Règle pour l'accompagnement

## Geselecteerde discografie

### Volledig klavecimbelwerk
- Er zijn complete opnames van de vier klavecimbelboeken verschenen, uitgevoerd op historische en/of kopieën van historische klavecimbels door de klavecinisten Kenneth Gilbert (Harmonia mundi), Christophe Rousset (eveneens Harmonia mundi), Olivier Beaumont (Erato), Scott Ross (Still), Blandine Verlet (Astrée) en Michael Borgstede (Brilliant Classics)
- Selecties uit de klavecimbelwerken werden o.a. opgenomen door Gustav Leonhardt (Deutsche Harmonia Mundi CD 82876 70000 2; Philips 454 470-2 en Philips 420 939-2, met werken van Louis en Armand-Louis Couperin) en Alan Curtis (Vox SVBX 5448, 3lp's)

### Motetten
- De 'Motets composé de l'ordre du Roy', solisten o.l.v. Christophe Rousset (FNAC Music 592244)
- 'Motets', solisten o.l.v. René Jacobs (Harmonia mundi HMA 1901150)

### Leçons de Tenèbres
- Ensemble o.l.v. Laurence Boulay (samen met Motet pour le Jour de Pâques en het Magnificat Erato 245012-2)
- Ensemble Il Semiario musicale o.l.v. Gérard Lesne (Harmonic Records H/CD 9140)
- Les Talens Lyriques o.l.v. Christophe Rousset (samen met Motet pour le Jour de Pâques en het Magnificat Decca 466 776-2)

### Les Nations
- Hesperion XX o.l.v. Jordi Savall (Astrée E 7701 en E 7702)

### Concerts royaux
- Les Goûts-réunis, Les talens lyriques o.l.v. Christophe Rousset (Decca 458 271-2)
- Concerts Royaux – Nouveaux Concerts - L'Apothéose de Corelli – L'Apothéose de Lully – La sultane - La superbe – La Steinquerque, Sigiwald Kuijken c.s. (Philips 6 lp's 6747 174; later heruitgebracht op 5 cds
- L'apothéose de Lulli en Le Parnasse ou L'Apothéose de Corelli, versie voor 2 klavecimbels, William Christie en Christophe Rousset (Harmonia mundi HMC 9011269)

### Pièces d'orgues
- Marie-Claire Alain, Moucherel-Formentalli-orgel van de kathedraal Sainte Cécile in Albi (+Clerambault, Suite du 2me ton; Erato 2292-45460-2)
- Ton Koopman, Clicquot-orgel te Houdan (Telefunken - Historische Clicquot-Orgeln in Frankreich; 2lp's 6.35415 DX)
- Marina Tchebourkina, orgel van het kasteel van Versailles: François Couperin, l’œuvre intégrale pour orgue  (2 CD). Natives Éditions, 2005
- Pieter Dirksen, Severijn-orgel te Cuijk: Pièces d'Orgue 1690 (Toccata TRR 99012), 2021

### Pièces de viole
- Mieneke van der Velden, gamba, en Glen Wilson, klavecimbel (+ 2 concerts royaux; Channel Classics CCs 18398)
- Jay Bernfeld, gamba, en Skip Sempé, klavecimbel (+ andere werken van Couperin; Deutsche Harmonia Mundi DHM 05472 77315 2)
- Jordi Savall, gamba, Ton Koopman, klavecimbel en Ariane Maurette, gamba (Astrée AS1)